# My Plague
«My Plague» —en español: «Mi plaga»— es una canción de la banda estadounidense de metal alternativo, Slipknot, fue lanzada el 8 de julio de 2002 como el tercer y último sencillo de su segundo álbum Iowa. Una remezcla de la canción realizada por Terry Date titulada "New Abuse Mix" fue incluida en la banda sonora de la película Resident Evil. Esta versión sufrió algunas modificaciones con respecto a la originalmente incluida en el álbum en la que se sustituyeron las palabras ofensivas y contiene algunos cambios vocales con un tono más suave.
La canción fue nominada a los Premios Grammy a la mejor interpretación de metal en el año 2003, categoría en la que fue ganador la banda de nu metal Korn gracias al sencillo "Here to Stay". Alcanzó el número 43 en la lista de éxitos del Reino Unido.

## Significado de la canción
La canción trata sobre aquella gente que no es la que dice ser, que hace cosas por popularidad, o actúan de alguna manera para aparentar lo que no son.

## Video musical
El video fue dirigido por Simon Hilton & Matthew Amos. En él, intercalan imágenes de un concierto de la banda realizado en Londres con escenas de la película protagonizada por Milla Jovovich, Resident Evil. Para el video musical, se utilizó la versión "New Abuse Mix".

## Lista de canciones
Las versiones en vivo de "The Heretic Anthem" y "(sic)" fueron registradas del Swedish Broadcasting Corporation P3LIVE, en Estocolmo, Suecia.
Sencillo en CD
1. «My Plague» (New Abuse Mix) – 2:59
2. «The Heretic Anthem» (en vivo) – 3:42
3. «(sic)» (en vivo) – 3:42
4. «My Plague» (New Abuse Mix) – video musical